# Геннадій (Андрієвський)
Єпи́скоп Генна́дій (в миру Григо́рій Андріє́вський; р. н. невід., Миргород — 28 квітня 1758, Новгород-Сіверський) — перекладач, поет, ректор Псковської слов'яно-латинської школи, єпископ Костромський і Галицький.

## Життєпис
З 1727 року навчався у КМА, почавши з класу синтаксими. У написі під його портретом, який зберігався в  Новгород-Сіверському Спасо-Преображенському монастирі, зазначалося, що Андрієвський «в греческом, немецком и латинском языках искусен, философію и богословіе в Киеве в 1736 окончил». Як знавець іноземних мов рекомендований на запит російського посольства до Речі Посполитої. Певний час працював у російського посла М. I. Неплюєва. 1 січня 1737 року на прохання архієпископа Псковського, Ізборського і Нарвського В. Ліницького відпущений до Пскова, де прийняв чернечий постриг. 1737 року став першим ректором Псковської слов'яно-латинської школи та ігуменом Псковського Великопустинного монастиря. Викладав філософію. 1746 року призначений архімандритом Псковського Печерського монастиря. 16 квітня 1753 року висвячений на єпископа Костромського і Галицького. Керував єпархією і, як пише сучасник, «…как прилично пастырю духовному, в нарочитые дни труждалея довольно, питая словесных овец глаголом Божиим и притомне малое тщание имел о наружном благолепии церковном; много сочинил изрядных поучений и слов, из коих некоторый и напечатаны». 1 серпня 1757 року був усунутий від управління єпархією і відправлений до Новгород-Сіверського Спасо-Преображенського монастиря, куди упродовж багатьох років прагнув повернутися. Тут помер і похований.
Григорій Андрієвський — автор акровіршів, вміщених у збірнику релігійних пісень «Богогласник», який неодноразово видавався (1791, 1805, 1825, 1834 — у Почаївській лаврі, 1850 — у Львові; 1900 — у Санкт-Петербурзі).